# Polisportiva Valpolcevera 1938-1939
Questa voce raccoglie le informazioni riguardanti la Polisportiva Valpolcevera nelle competizioni ufficiali della stagione 1938-1939.

## Rosa
| N. |                   | Ruolo | Calciatore          |
| -- | ----------------- | ----- | ------------------- |
|    | Italia (bandiera) | A     | Domenico Abbaneo    |
|    | Italia (bandiera) |       | Luigi Bacigalupo    |
|    | Italia (bandiera) | A     | Carlo Battegazzorre |
|    | Italia (bandiera) | D     | Carlo Becucci       |
|    | Italia (bandiera) | A     | Alberto Borghini    |
|    | Italia (bandiera) |       | Lino Bottino        |
|    | Italia (bandiera) | P     | Luigi Caburri       |
|    | Italia (bandiera) |       | Amilcare Casali     |
|    | Italia (bandiera) |       | Luigi Cremonesi     |
|    | Italia (bandiera) | A     | Flavio Floris       |

| N. |                   | Ruolo | Calciatore           |
| -- | ----------------- | ----- | -------------------- |
|    | Italia (bandiera) | C     | Orlando Foca         |
|    | Italia (bandiera) | A     | Sergio Grasso        |
|    | Italia (bandiera) |       | Rinaldo Grondona     |
|    | Italia (bandiera) |       | Pierino Grossetti    |
|    | Italia (bandiera) |       | Anelio Matterozzi    |
|    | Italia (bandiera) | C     | Dino Menegatti       |
|    | Italia (bandiera) | A     | Maria Felice Minaldi |
|    | Italia (bandiera) | D     | Vittorio Opletal     |
|    | Italia (bandiera) | A     | Mario Pedemonte      |
|    | Italia (bandiera) | C     | Emilio Torazza       |